# WEi
WEi (кор. 위아이; вимовляється як «Ві-Ай») — південнокорейський бой-бенд із шести учасників, сформований Oui Entertainment. До гурту входять Чан Дехьон, Кім Донхан, Ю Йонха, Кім Йохан, Кан Сокхва та Кім Джунсо. Вони дебютували 5 жовтня 2020 року зі своїм першим мініальбомом під назвою Identity: First Sight.

## Кар'єра

### До дебюту
Дехьон і Донхан були учасниками реаліті-шоу на виживання Produce 101 (сезон 2). Донхан фінішував на 29 місці, а Дехьон на 83 місці. Після шоу Донхан дебютував у JBJ, а Дехьон дебютував у Rainz. Обидва гурти були активними протягом певного періоду часу, і кожний зрештою розпався у 2018 році. Потім Донхан і Дехьон зробили свої сольні дебюти в червні 2018 року та липні 2019 року відповідно.
Сокхва був стажером YG Entertainment, який брав участь у YG Treasure Box, але не потрапив до останнього дебютного складу шоу.
Йонха та Джунсо були учасниками Under Nineteen і обидва стали членами дебютного складу, посівши 6 і 9 місця відповідно. Вони дебютували як учасники 1the9 13 квітня 2019 року та офіційно розпалися як гурт 8 серпня 2020 року.
У травні 2019 року, попри те, що перший провів лише три місяці навчання, Йохан і Сокхва обидва взяли участь у реаліті-шоу на виживання Mnet Produce X 101. У той час Йохан представляв Oui Entertainment, тоді як Сокхва змагався як незалежний стажер. Сокхва фінішував на 35-му місці та вибув. Йохан посів 1-е місце та дебютував як учасник гурту X1 27 серпня 2019 року. Однак X1 розпалися 6 січня 2020 року через розслідування маніпуляцій з голосуванням Mnet.

### 2020—2021: дебют із серіаломIdentity

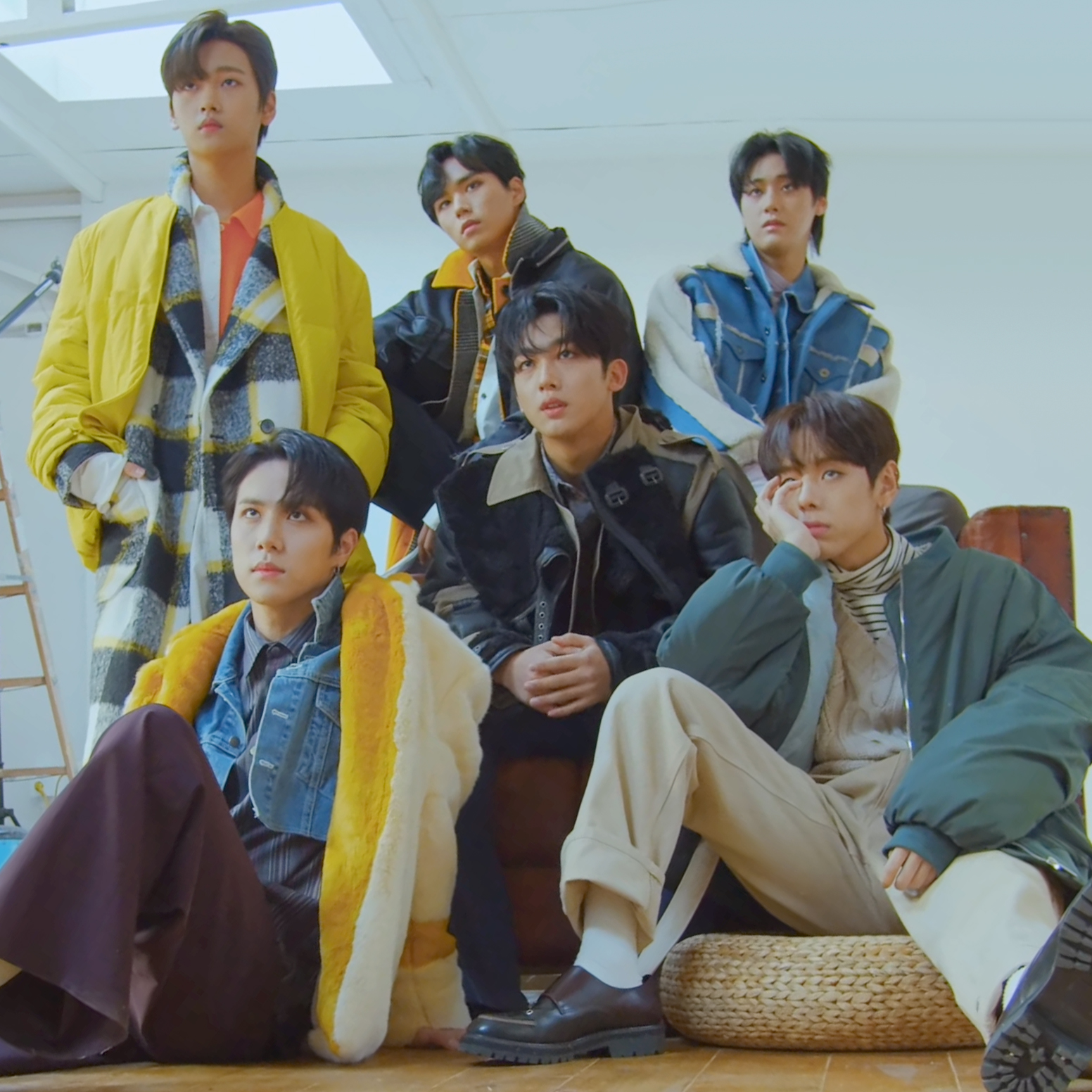
WEi у 2020 році

В травні 2020 року Oui Entertainment представили через окремі тизери новий гурт під тимчасовою назвою OUIBOYS. Пізніше було оголошено назву — WEi. Вони дебютували зі своїм першим мініальбомом Identity: First Sight 5 жовтня 2020 року з головним синглом «Twilight».
24 лютого 2021 року WEi повернулися з другим мініальбомом Identity: Challenge та головним синглом «All Or Nothing».
9 червня 2021 року WEi випустили свій третій мініальбом Identity: Action і його головний сингл «Bye Bye Bye».
1 жовтня 2021 року WEi випустили промо-сингл «Starry Night (Prod. Dress)» через Universe Music для мобільного додатку Universe.

### 2022–дотепер:Love Pt.1: First Loveі японський дебют

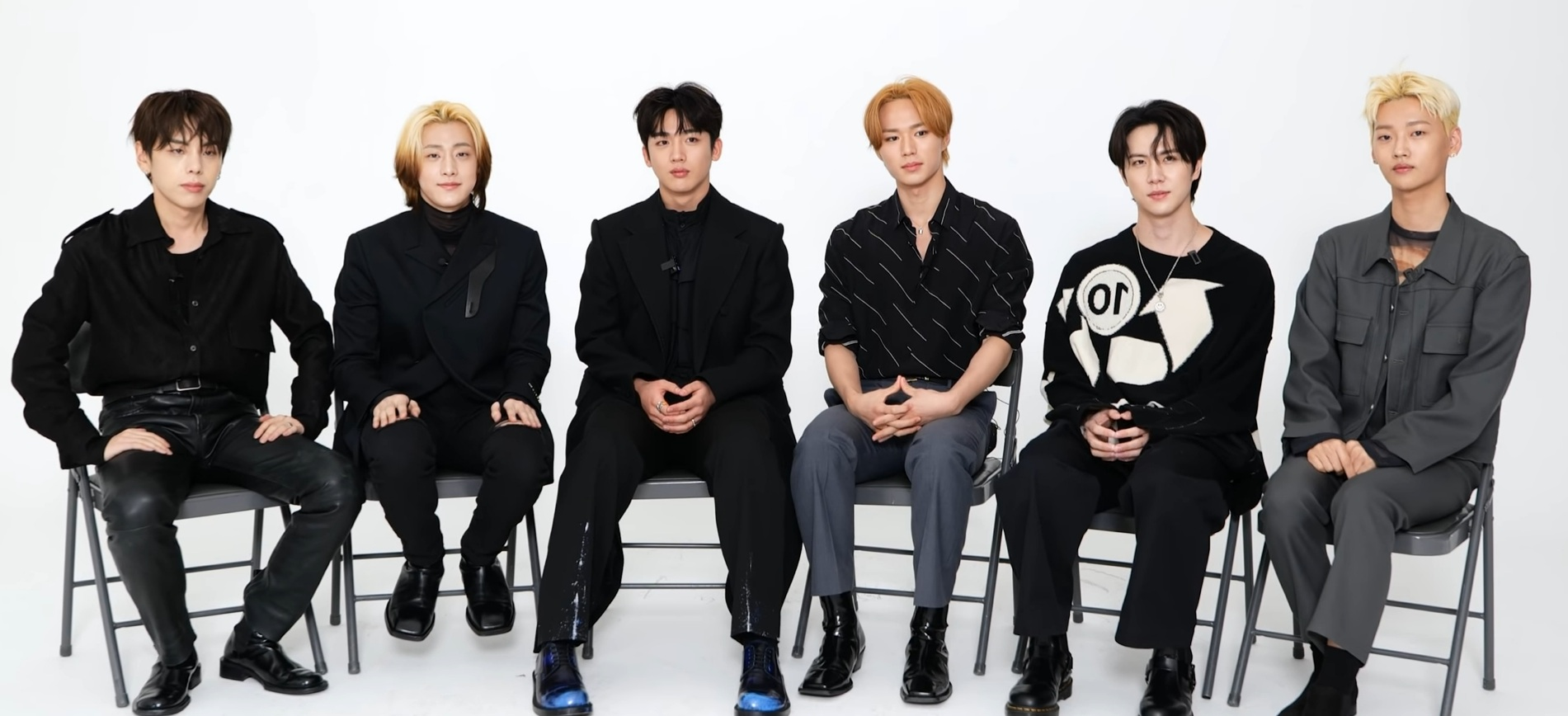
WEi у березні 2023 для Marie Claire Korea

16 березня 2022 року WEi випустили свій четвертий мініальбом Love Pt.1: First Love і його головний сингл «Too Bad».
18 липня було оголошено, що WEi проведуть свій перший світовий тур «FIRST LOVE» у вересні з концертами в 10 містах чотирьох країн — Таїланд, Японія, США та Канада.
11 серпня 2022 року WEi дебютують у Японії з мініальбомом Youth і його головним синглом «Maldives».
14 вересня було підтверджено, що WEi повернуться у жовтні. Їхній п'ятий мініальбом Love Pt. 2: Passion з головним синглом «Spray» вийшов 19 жовтня.
10 грудня WEi провели дводенний концерт RUi Day, до якого вийшов спеціальний різдвяний альбом Gift For You.
27 лютого 2023 WEi оголосили про другий світовий тур «WEi 2ND WORLD TOUR: PASSION», що розпочнеться у квітні. Гурт провів концерти у 10 містах 5 різних країн, а саме Японії, Англії, Німеччини, США та Мексики.
29 травня було підтверджено офіційний камбек WEi у червні. Вони випустили свій шостий мініальбом Love Pt. 3: Eternally 29 червня. Напередодні випуску альбому гурт провів концерт «Eternal Sunshine».

## Учасники
Адаптовано з профілю Naver і профілю веб-сайту.
| Ім'я        | Ім'я          | Ім'я     | Дата народження             | Позиція у гурті                        |
| Українською | Латиницею     | Хангилем | Дата народження             | Позиція у гурті                        |
| ----------- | ------------- | -------- | --------------------------- | -------------------------------------- |
| Чан Дехьон  | Jang Daehyeon | 장대현   | 11 лютого 1997 (28 років)   | Лідер, головний репер, вокаліст        |
| Кім Донхан  | Kim Donghan   | 김동한   | 3 липня 1998 (27 років)     | Ведучий вокаліст, головний танцюрист   |
| Ю Йонха     | Yoo Yongha    | 유용하   | 11 січня 1999 (26 років)    | Ведучий репер, саб-вокаліст            |
| Кім Йохан   | Kim Yohan     | 김요한   | 22 вересня 1999 (25 років)  | Ведучий репер, саб-вокаліст            |
| Кан Сокхва  | Kang Seokhwa  | 강석화   | 1 грудня 2000 (24 роки)     | Головний вокаліст                      |
| Кім Джунсо  | Kim Junseo    | 김준서   | 20 листопада 2001 (23 роки) | Ведучий танцюрист, саб-вокаліст, макне |

## Дискографія

### Мініальбоми
| Назва                                                                       | Деталі мініальбому | Пікові позиції у чартах | Пікові позиції у чартах | Пікові позиції у чартах | Продажі                                   |
| Назва                                                                       | Деталі мініальбому | KOR                     | JPN                     | JPN Hot                 | Продажі                                   |
| Корейські                                                                   | Корейські | Корейські               | Корейські               | Корейські               | Корейські                                 |
| --------------------------------------------------------------------------- | --- | ----------------------- | ----------------------- | ----------------------- | ----------------------------------------- |
| Identity: First Sight                                                       | - Реліз: 5 жовтня 2020 - Лейбл: Oui Entertainment, Kakao M - Формат: CD, цифрове завантаження, стриминг               | 3                       | 59                      | —                       | - Південна Корея: 67,501 - Японія: 1,525  |
| Identity: Challenge                                                         | - Реліз: 24 лютого 2021 - Лейбл: Oui Entertainment, Kakao M - Формат: CD, цифрове завантаження, стриминг              | 4                       | 21                      | —                       | - Південна Корея: 71,702 - Японія: 4,797  |
| Identity: Action                                                            | - Реліз: 9 червня 2021 - Лейбл: Oui Entertainment, Kakao Entertainment - Формат: CD, цифрове завантаження, стриминг   | 3                       | 20                      | —                       | - Південна Корея: 89,890 - Японія: 3,027  |
| Love Pt. 1: First Love                                                      | - Реліз: 16 березня 2022 - Лейбл: Oui Entertainment, Kakao Entertainment - Формат: CD, цифрове завантаження, стриминг | 5                       | 39                      | —                       | - Південна Корея: 124,251 - Японія: 1,699 |
| Love Pt. 2: Passion                                                         | - Реліз: 19 жовтня 2022 - Лейбл: Oui Entertainment, Kakao Entertainment - Формат: CD, цифрове завантаження, стриминг  | 3                       | 36                      | —                       | - Південна Корея: 140,158                 |
| Love Pt. 3: Eternally                                                       | - Реліз: 29 червня 2023 - Лейбл: Oui Entertainment, Kakao Entertainment - Формат: CD, цифрове завантаження, стриминг  | 9                       | 33                      | —                       | - Південна Корея: 128,087 - Японія: 1,315 |
| Японські                                                                    | |                         |                         |                         |                                           |
| Youth                                                                       | - Реліз: 11 серпня 2022 - Лейбл: Oui Entertainment, Imx Inc - Формат: CD, цифрове завантаження, стриминг              | 3                       | 36                      | —                       | - Японія: 22,127                          |
| «—» релізи, що не потрапили у чарти або не виходили у відповідних регіонах. | |                         |                         |                         |                                           |

### Сингл-альбоми
| Назва        | Деталі |
| ------------ | --- |
| Gift for You | - Реліз: 12 грудня 2022 - Лейбл: Oui Entertainment, Kakao Entertainment - Формат: CD, цифрове завантаження, стриминг |

### Сингли
| Назва                                                                       | Рік       | Пікові позиції у чартах | Альбом                |
| Назва                                                                       | Рік       | KOR Down.               | Альбом                |
| Корейські                                                                   | Корейські | Корейські               | Корейські             |
| --------------------------------------------------------------------------- | --------- | ----------------------- | --------------------- |
| «Twilight»                                                                  | 2020      | 18                      | Identity: First Sight |
| «All or Nothing» (모 아님 도)                                               | 2021      | 127                     | Identity: Challenge   |
| «Bye Bye Bye»                                                               | 2021      | 27                      | Identity: Action      |
| «Starry Night» (Prod. Dress) (반 고흐의 밤)                                 | 2021      | —                       | Сингл без альбому     |
| «Too Bad»                                                                   | 2022      | 76                      | Love Pt.1: First Love |
| «Spray»                                                                     | 2022      | 147                     | Love Pt.2: Passion    |
| «Gift for You»                                                              | 2022      | —                       | Gift for You          |
| «Overdrive» (질주)                                                          | 2023      | 42                      | Love Pt.3: Eternally  |
| Японські                                                                    |           |                         |                       |
| «Maldives»                                                                  | 2022      | —                       | Youth                 |
| «—» релізи, що не потрапили у чарти або не виходили у відповідних регіонах. |           |                         |                       |

## Відеографія

### Музичні кліпи
| Назва            | Рік       | Режисер(и)                      | Прим.         |
| Корейські        | Корейські | Корейські                       | Корейські     |
| ---------------- | --------- | ------------------------------- | ------------- |
| «Twilight»       | 2020      | Hong Wonki, HYEYA (Zanybros)    | [ 46 ] [ 47 ] |
| «All or Nothing» | 2021      | Hong Wonki (Zanybros)           | [ 48 ]        |
| «Bye Bye Bye»    | 2021      | Lee Gi-baek (Tiger Cave Studio) | [ 49 ]        |
| «Starry Night»   | 2021      | kinotaku                        | [ 50 ]        |
| «Too Bad»        | 2022      | So Boeun (FILLTHEFRAME)         | [ 51 ]        |
| «SPRAY»          | 2022      | HEADHEAD                        | [ 52 ]        |
| «OVERDRIVE»      | 2023      | Kim Joo Sun (Apple-Juice)       | [ 53 ]        |
| Японські         |           |                                 |               |
| «Maldives»       | 2022      | Kim Joo Sun (Apple-Juice)       | [ 54 ]        |

## Фільмографія

### Веб-шоу
| Рік         | Назва     | Мережа         | Нотатки               | Прим.         |
| ----------- | --------- | -------------- | --------------------- | ------------- |
| 2020–донині | OUI GO UP | YouTube V Live | Реаліті-шоу, 3 сезони | [ 55 ] [ 56 ] |

## Концерти та гастролі
- «First Love» 16-17 квітня 2022, KBS Arena, Сеул, Південна Корея

## Нагороди та номінації
| Нагорода                                           | Рік  | Категорії                             | Номінант / робота     | Результат | Прим.  |
| -------------------------------------------------- | ---- | ------------------------------------- | --------------------- | --------- | ------ |
| APAN Music Awards                                  | 2020 | APAN Choice New K-Pop Icon            | WEi                   | Перемога  | [ 57 ] |
| Asia Artist Awards                                 | 2021 | Male Idol Group Popularity Award      | WEi                   | Номінація | [ 58 ] |
| Asia Artist Awards                                 | 2021 | U+ Idol Live Popularity Award         | WEi                   | Номінація | [ 59 ] |
| Brand Customer Loyalty Awards                      | 2021 | Best Male Rookie Award                | WEi                   | Номінація | [ 60 ] |
| Brand of the Year Awards                           | 2021 | Rookie Male Idol Award                | WEi                   | Номінація | [ 61 ] |
| Gaon Chart Music Awards                            | 2021 | New Artist of the Year — Physical     | Identity: First Sight | Номінація | [ 62 ] |
| Global Environment International Conference Awards | 2022 | Top Class Representative Person Award | WEi                   | Перемога  | [ 63 ] |
| Golden Disc Awards                                 | 2021 | Rookie Artist of the Year             | WEi                   | Номінація | [ 64 ] |
| Korea First Brand Awards                           | 2021 | New Male Artist Award                 | WEi                   | Номінація | [ 65 ] |
| Korea First Brand Awards                           | 2022 | Male Idol Rising Star Award           | WEi                   | Номінація | [ 66 ] |
| Mnet Asian Music Awards                            | 2020 | Best New Male Artist                  | WEi                   | Номінація | [ 67 ] |
| Mnet Asian Music Awards                            | 2020 | Artist of the Year                    | WEi                   | Номінація | [ 67 ] |
| Mnet Asian Music Awards                            | 2020 | Worldwide Icon of the Year            | WEi                   | Номінація | [ 67 ] |
| MTV Europe Music Awards                            | 2021 | Best Korean Act                       | WEi                   | Номінація | [ 68 ] |
| Seoul Music Awards                                 | 2021 | Rookie of the Year                    | WEi                   | Номінація | [ 69 ] |
| Seoul Music Awards                                 | 2021 | K-wave Popularity Award               | WEi                   | Номінація | [ 69 ] |
| Seoul Music Awards                                 | 2021 | Popularity Award                      | WEi                   | Номінація | [ 69 ] |

## Нотатки
1. ↑  Сингл «Starry Night (Prod. Dress)» вийшов для платформи Universe.